# Vereniging van Friese Journalisten
De Vereniging van Friese Journalisten (VFJ) vertegenwoordigt de Friese leden van de Nederlandse Vereniging van Journalisten (NVJ).
Daarnaast organiseert de vereniging voor het complete Friese journaille een jaarlijkse fietspuzzeltocht en het Friese Persbal, waar de eveneens jaarlijkse Friese Persprijs wordt uitgereikt.